# Аз-Захир
аз-За́хир (араб. الظاهر‎) — одно из имён Аллаха. В переводе на русский язык означает «Явный», «Понятный». Противоположность имени аль-Батин («Скрытый»). Упоминается в Коране: «Он — и первый, и последний, явный (ва-ль-захир) и сокровенный, Он ведает обо всем сущем».
Согласно исламской доктрине, имя аз-Захир означает явность и открытость существования Аллаха. Доказательства его существования очевидны, так как пронизывают собой всю Вселенную. Для того чтобы осознать существование Аллаха, достаточно лишь внимательно посмотреть вокруг и чуть поразмыслить о строении и законах жизни вокруг. В Коране ниспослано множество знамений, напоминающих о вездесущности воли Аллаха.